# HD 159501
HD 159501，又名BD+41 2850，SAO 46792、HR 6550，是一颗恒星，视星等为5.74，位于銀經66.6，銀緯31.66，其B1900.0坐标为赤經17h 29m 56.9s，赤緯+41° 31.66′ 51″。